# رشدی‌کوی (بایبورد)
رشدی‌کوی (به ترکی استانبولی: Rüştüköy) (به کردی: Ruşdî) (به ارمنی: Ռուշտի) یک منطقهٔ مسکونی در ترکیه است که در بایبورد واقع شده‌است. رشدی‌کوی ۱۷۶ نفر جمعیت دارد.